# 세계적 관점의 철학사
세계적 관점의 철학사는 지금까지 유럽과 북미에 국한되었던 철학사의 서사를 탈중심화하고 다원화하려는 철학사의 새로운 연구 동향이다. 이미 고대 후기에 집필된 철학사(예를 들어 클레멘스 폰 알렉산드리아 )에도 세계 각지의 철학적 문헌과 전통의 다양성을 묘사했던 전통이 있었으나, 18세기 유럽에서 일어난 급격한 변화를 거치며 오늘날까지도 유효한 유럽 중심주의적 철학사관이 성립되었다. 몇몇  선구자( 카를 야스퍼스가 제안한 축의 시대의 개념)들을 제외하면, 이런 유럽 중심주의적 관점을 타파하고 세계 각지의 철학적 전통의 발전을 재고하는 작업이 시작된 것은 불과 몇년 전의 일이다. 이 과정에서 오래된 분류와 경계를 허물고 새로운 방법론으로 철학사를 서술하려는 시도가 이루어지고 있다.

## 기존의 철학사 서술

### 과도기의 유럽 철학사
오늘날 "철학사"라는 단어는 일반적으로 탈레스에서 유럽과 북미의 현재 철학자에 이르는 "유럽" 철학의 역사를 의미하는 것으로 이해된다. 이 개념은 19세기 유럽 철학사의 산물이다. 고대 후기나 16-18세기의 철학사 관련 저작에서는 이집트 철학, 아랍 철학, 칼데아 철학, 중국 철학, 인도 철학, 일본 철학, 페르시아 철학, 페니키아 철학 등을 철학사에 포함하는 것이 상당히 일반적이었다. 칸트 철학에 기초한 학문적 철학사가 집필되면서부터 비유럽적 철학은 점점 배제되기 시작했다. 이와 동시에, 인도 철학, 중국 철학, 아랍-이슬람 철학, 유대 철학, 일본 철학에 대한 역사적 서술은 당시 유럽에서 새로 설립 된 인도학, 중국학, 아랍학, 유대학,  일본학 등의 분과에서 이루어졌다. 이와 같이 두갈래로 나뉘었던 철학사의 모델은 서로 합쳐지지 못하였으나, 20세기에 이르러 비로소 전세계의 철학적 전통을 포괄하려는 세계철학사적 시도를 통해 융합되고 있다.

### 비유럽 언어로 쓰인 철학사
철학의 세계사에 대한 기존의 접근 방식에서는 비유럽 언어로 된 철학사의 전통이 크게 고려되지 않았다. 그러나 일부 비유럽어에서 철학사 전통은 고대에서 이미 발견된다. 이러한 기록에서는 복잡한 역사관, 철학사상의 발전에 대한 서사, 고유한 방법론, 근본개념과 철학적 시대구분 등의 일반적 특징들이 발견된다. 뿐만 아니라, 15세기 이후 유럽이 세계로 진출하며 비유럽적 철학사는 유럽의 철학사와 충돌하며 후자를 수용하게 되었는데, 이는 역으로는 거의 일어나지 않았던 일방적 사건이었다. 다음과 같은 대략적인 시대적 구분이 가능하다:

#### 기원 전 5세기 - 14세기
기원전 5세기에서 14세기 사이에 쓰인 철학사 관련 저작은 고대 그리스어, 아랍어, 한문, 라틴어, 페르시아어, 산스크리트어 및 티베트어에서 찾을 수 있다. 고대 그리스에서 철학사의 전통은 이미 부분적으로 히피아스 폰 엘리스 (기원전 5세기)에서 시작되며, 플라톤과 아리스토텔레스의 저작도 종종 철학사 자료로 인식된다. 그러나 철학사에 관한 최초의 본격적 저작은 대개 디오게네스 라에르티오스 (약 3세기)의 학설지(Doxography)인 유명한 철학자의 생애와 사상 이라고 본다. 한문으로는 이보다 이른 시기에 사상적 견해에 대한 체계적인 개관을 담은 저작들이 있다: 장자(莊子, 기원전 350-250년)의 천하(天下)편,  순자(荀子, 기원전 약 313 - 238년)의 비십이자(非十二子)편, 한비(韓非, 기원전 약 280 – 233년)의 현학(顯學)편. 산스크리트어 철학사 저작은 भविवेक - मध्यमकहृदयकारिकर (바비베카, 500-578년 / 중관심론中觀心論 Madhyamakahṛdayakārikā)으로 시작된다. 티베트어로는 པདྨཱ་ཀ་ར། རྙིང་མ། མན་ངག་ལྟ་བའི་ཕྲེང་བ།(파드마삼바바: 견해의 화환) 또는 རྣམ་པར་སྣང་མཛད། རྙིང་མ། ཐེག་པ་གཅོད་པའི་ཁོར་ལོ། (Vairocana(Nyingma): 순환적 견해를 나누는 탈것)에서 8번째 세기. 그리고 한국에도 한문으로 쓰인 김대문의 고승전 (高僧傳, 8세기)을 철학사적 저작으로 볼 수 있다. 아랍어에서 철학사는 10세기에 알 파라비의 저작으로 시작되며, 페르시아어도 역시 10세기 Abū ʿAbd ar-Rahmān as-Sulamī가 저술한 수피즘의 역사가 있다. 이와는 대조적으로, 라틴어로 쓰인 철학사는 15세기에 이르러서야 시작된다.

#### 15 - 19세기
유럽에서는 15세기부터 라틴어로 된 철학사 저작이 광범위하게 집필되었다. 가장 잘 알려진 초기 작품은 철학자들의 삶과 도덕 De vitis et moribus philosophorum veterum (1472년, Walter Burley의 저작으로 알려짐) 또는 Hermann von dem Busche 가 저술한 Spicilegium philosophorum pene omnium quotquot per Graeciam Italiamque clari habiti sunt illustria dicta complectens  (1507년)이다. 라틴어 철학사 전통은 18세기까지 이어지다가 19세기에 사라진다. 그 대신에 17 세기, 특히 18세기부터 집중적으로 다양한 유럽어로 철학사가  집필되기 시작한다. 같은 시기에 중국어, 한국어, 페르시아어, 티베트어에서도  철학사에 대한 다른 저작들이 쓰였으며, 19세기부터는 비유럽권에서도 점점 더 유럽 철학사를 다루는 경향이 나타난다. 19세기에는 터키어와 일본어로 철학사가 집필되기 시작한다. 특히 일본어로는 유럽 철학이 집중적으로 수용되기 시작하는데, 이는 독일어, 영어, 불어로 된 중요한 철학사 저작들이 일본어로 번역되는 과정과 맞닿아 있다.

#### 20세기 이후
20세기에는 철학사가 집필되는 언어의 종류가 더욱 증가한다. 이는 상당부분 철학을 민족국가의 틀에서 바라보는 경향의 결과물로 볼 수 있다. 철학사는 그루지야어나 아르메니아어뿐만 아니라 식민지 해방 이후에는 인도네시아어 등의 언어로도 쓰여지기 시작했다. 또한 라틴 아메리카 국가들의 철학사는 스페인어와 포르투갈어로, 아랍 국가들의 철학사는 아랍어로 집필되었다. 그러나 사용 언어 뿐만 아니라 내용에서도 분화가 관찰된다. 20세기 이전까지는 대체로 "철학사"라는 포괄적 제목을 사용하는 게 일반적이었다면, 20세기부터는 모든 언어권에서 특정 지역이나 내용에 특화된 저작들이 늘어난다. "유럽 철학사" 외에도 인도 철학사, 중국 철학사, 일본 철학사, 아랍-이슬람 철학사, 유대 철학사, 불교 철학사, 아프리카 철학사, 라틴 아메리카 철학사 등을 중점적으로 다루는 저작들이 등장한다. 또한 분석철학, 윤리학, 현상학, 논리학 등 철학의 분과들의 역사도 집필된다. 확실한 것은, 20세기에 이르러서 다양한 시선과 초점을 갖춘 철학사적 관점들이 형성되었다는 점이다.

### 다양한 언어로 쓰인 세계철학사
20세기에는 '철학의 세계사 Global History of Philosophy', '세계 철학 World Philosophies' 등의 제목으로 세계철학사를 서술하려는 시도가 있었으며, 독일어, 영어, 프랑스어, 이탈리아어, 스페인어 및 포르투갈어와 같은 유럽 언어뿐만 아니라 중국어, 일본어, 한국어, 터키어로도 해당 저작들이 등장한다. 러시아어로 집필된 철학사도 학계에서 배제된 분야 중 하나로, 철학사 일반과 이론적-방법론적 문제들에 대한 광범위한 자료 외에도 고유의 접근방식을 발견할 수 있다. 중국어권에서 최초의 세계철학사는 1925년에 쓰였으나 이후 1990년대에 이르러서야 처음으로 재개되었다. 일본어에서는 최초의 세계철학적 접근이 1902년에 집필되었으며, 이후 100여년의 꾸준한 발전을 거쳐 Kunitake Ito et al. (2020)의 9권 짜리 저작에서 그 성과가 집대성되었다. 한국어로는 1964년에 한국어로 세계철학사에 관한 첫 저작이 출판되었으며 터키어로는 2008년에 처음 관련 이론서가 등장했다.

## 세계적 관점의 철학사의 새로운 접근법
세계철학사의 서술은 단 하나의 전통, 즉 서양의 철학사 전통에서 형성된 방법론과 개념만을 이용해서는 이루어질 수 없다. 비유럽 지역과 언어의 철학사 전통을 고려한다는 것은 즉 기존의 접근방법과 방법론을 완벽하게 재고해야 하며, 방법론적 토론을 새로이 시작해야 한다는 것을 의미한다. 모든 역사적 서술에 선행해야 하는 핵심적인 방법론적 문제는 철학의 개념 자체이다. 과거에 축적된 방대한 철학사 자료를 선별하고 위해서는 이미 철학의 개념이 준비되어 있어야 하기 때문이다. 유럽이라는 연구분야를 확장시키는 순간, 고대 그리스의 철학개념을 벗어나는 철학의 다양한 실천적·이론적 형태들을 고려해야한다. 또한 철학적 앎을 체계화하고 전승하는데 사용한 다양한 표현형식들 역시 고려되어야 한다. 이를 위해서는 비유럽 지역의 언어나 연대구분 등에 대한 지식도 필요하며, 동시에 고대 그리스를 철학사의 유일한 시작점으로 보는 기존의 내러티브를 탈피하려는 노력도 필요한 등, 세계적 관점의 철학사는 많은 도전에 직면하고 있다.

### 방법론적 과제
세계적 관점의 철학사 서술은 다음과 같은 주요 과제를 가진다.
오늘날 지배적인 철학사 개념에 깊이 내재된 헤게모니 구조와 그에 동반되는 유럽중심주의, 인종차별주의, 반유대주의, 성차별주의를 고찰하는 것은 세계철학사의 전제조건이다. 점점 높아지는 비판의 목소리에도 불구하고, 철학사는 아직도 철학과 유럽 확장기, 그리고 유럽 확장의 결과물의 관계를 제대로 성찰하지 않았다. 새로운 방식으로 세계적 관점에서 철학사를 서술하기 위해서는 철학 자신이 이러한 과거에 대해 비판적이고 과학이론적인 자기성찰을 수행해야 하며, 학문체계가 세계적 지배·권력·폭력 관계들의 맥락에서 어떤 방식으로 작동하는지 되돌아보아야 한다. 이러한 의미에서 철학사 서술의 분과가 탈식민주의 이론과 페미니즘 비판에 대해 개방되어야 함은 자명하다.

방법론적으로 보면 세계적 관점의 철학사는 이미 얼마전부터 사용되는 접근법인 교류사적 관점을 채택하고 있다. 교류사적 접근법은 철학사를 사상과 개념이 지역, 언어, 문화, 종교의 경계를 넘어 서로 교류하는 무한한 과정으로 이해한다. 교류사는 서로 다른 전통들 사이의 교류와 관계를 명확하게 하는 것을 목적으로 삼고 있으며, 따라서 번역과 수용과정을 중점적으로 관찰하는 역사서술의 관점이라고 할 수 있다.
유럽 전통에서 순수하게 텍스트에 기반한 철학사 분야의 가장 큰 도전 중 하나는 주로 구전 전통을 가진 공동체에서 비텍스트 기반의 철학적 실천과 철학적 유산을 다루는 방법에 대한 질문입니다. 여기서도 새로운 길을 찾아야 합니다. (철학 현장 연구의 개념도 참조 )

## 참고 문헌

### 이론적 성찰
Elberfeld, Rolf (Hrsg.): Philosophiegeschichtsschreibung in globaler Perspektive. Hamburg: Felix Meiner Verlag 2017.
Elberfeld, Rolf: Philosophieren in einer globalisierten Welt. Wege zu einer transformativen Phänomenologie. Freiburg i. Br.: Alber Verlag 2017.
Yousefi, Hamid Reza; Kimmerle, Heinz (Hg.): Philosophie und Philosophiegeschichtsschreibung in einer veränderten Welt. Theorien – Probleme – Perspektiven. Nordhausen: Bautz 2011.

### 철학사의 유럽중심주의 비판
Schneider, Johannes Ulrich: Die Vergangenheit des Geistes: eine Archäologie der Philosophiegeschichte. Frankfurt/M.: Suhrkamp 1990.
Bernal, Martin: Black Athena: The Afroasiatic roots of classical civilization. New Brunswick, NJ: Rutgers University Press 1987.
Wimmer, Franz Martin: Interkulturelle Philosophie. Geschichte und Theorie. Wien: Passagen 1990.
Park, Peter K.J.: Africa, Asia, and the history of philosophy: racism in the formation of the philosophical canon, 1780–1830. Albany: State University of New York Press 2013.

### 철학의 세계사에 대한 독일어권의 연구
Wundt, Wilhelm (Hrsg.): Allgemeine Geschichte der Philosophie. Zweite vermehrte Aufl. 1923. In: Die Kultur der Gegenwart. Ihre Entwicklung und ihre Ziele, Teil I Abteilung V. Hg. von Paul Hinneberg. Berlin/Leipzig: Teubner 1909, 1913, 1923.
Kafka, Gustav (Hrsg.): Geschichte der Philosophie in Einzeldarstellungen. München: Ernst Reinhardt 1921-1933.
Dempf, Alois: Selbstkritik der Philosophie und vergleichende Philosophiegeschichte im Umriß. Wien: Herder 1947.
Störig, Hans Joachim: Kleine Weltgeschichte der Philosophie. Kohlhammer, Stuttgart 1950.
Jaspers, Karl: Die großen Philosophen. München: Piper 1957.
Autorenkollektiv (Hrsg.): Geschichte der Philosophie. 5 Bände. Berlin: VEB Deutscher Verlag der Wissenschaften 1959-1963.
Schilling, Kurt: Weltgeschichte der Philosophie. Berlin: Duncker & Humblot 1964, 2019.
Eichler, Klaus Dieter / Moritz, Ralf (Hrsg.): Wie und warum entstand Philosophie in verschiedenen Regionen der Erde? Berlin: Dietz 1988.
Mall, Ram Adhar; Hülsmann, Heinz: Die drei Geburtsorte der Philosophie: China, Indien, Europa. Bonn: Bouvier 1989.
Sandvoss, Ernst: Geschichte der Philosophie. 2 Bände. München: Dtv 1989.
Smart, Ninian: Weltgeschichte des Denkens. Die geistigen Traditionen der Menschheit. Übers. Nikolaus de Palézieux. Darmstadt: Wissenschaftliche Buchgesellschaft 2002, 2009.
Wilczek, Gerhar: Kleine Weltgeschichte der Philosophie. Norderstedt: Books on Demand 2004.
Holenstein, Elmar: Philosophie-Atlas. Orte und Wege des Denkens. Zürich: Ammann-Verlag 2004.

## 웹 링크
- 세계각국의 언어로 쓰인 철학사 자료를 모은 라인하르트 코젤렉 프로젝트 '세계적 관점의 철학사' 데이터뱅크